# Noblella myrmecoides
Noblella myrmecoides é uma espécie de anfíbio da família Craugastoridae. Pode ser encontrada na Bolívia, Brasil, Colômbia, Equador e Peru.
Os seus habitats naturais são: florestas subtropicais ou tropicais húmidas de baixa altitude e regiões subtropicais ou tropicais húmidas de alta altitude. Está ameaçada por perda de habitat.